# Dzong Lhuntse
El dzong de Lhuntse es una fortaleza-monasterio budista y un dzong del pueblo de Lhuntse (en el distrito homónimo), en el este de Bután. Se encuentra en la orilla oriental del río Kuri Chhu y está ubicado al final de un estrecho valle. El dzong fue inicialmente conocido como Kurtoe, en el entonces aislado distrito de Lhuntse. Es la cuna ancestral de la dinastía Wangchuck: de hecho, el dasho Jigme Namgyal nació allí en 1825.
Si bien geográficamente se encuentran en el este del país, sus raíces culturales se encuentran en el centro de Bután. Esto se debió a que antes de que el tráfico rodado lo conectara con Mongar, el acceso era a través de una ruta comercial que cruzaba el paso de Rodang.

## Topografía

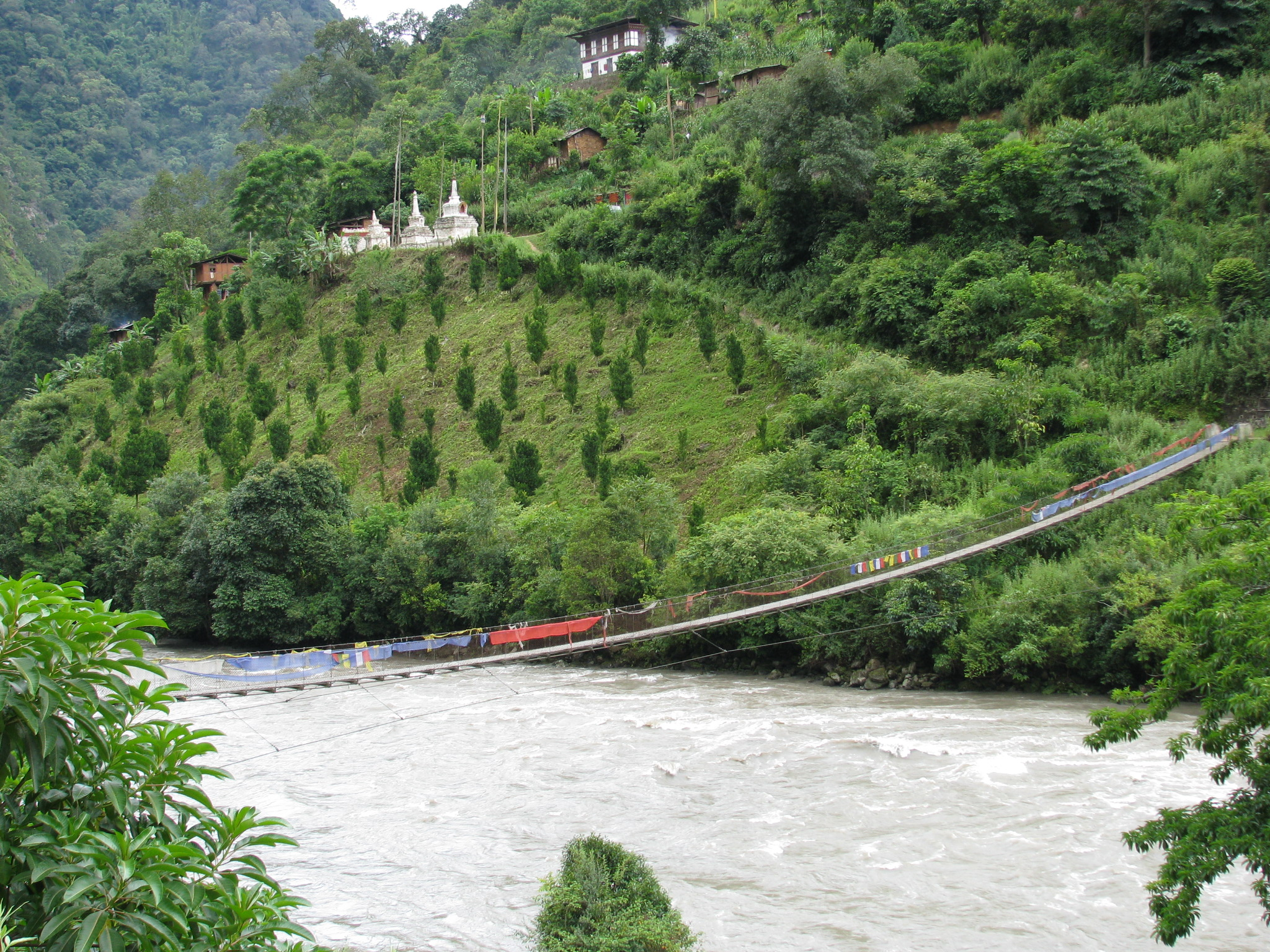
Puente suspendido sobre el Kuri Chhu de camino al dzong

El dzong se encuentra en el valle del Kuri Chhu, que forma parte del distrito de Lhuntse. El Kuri Chhu es el río principal en el valle, con picos altos y colinas empinadas. Kuri Chhu es un afluente del sistema del río Manas, que es el río más grande de Bután y uno de los principales afluentes del río Brahmaputra, que drena la mayor parte del este del país.
La carretera de Mongar al dzong de Lhuntse tiene una distancia de 77 kilómetros y 63 kilómetros desde su cruce en Gangola. El acceso a este monasterio se realiza por un camino pavimentado con losas de piedra sobre los escarpados acantilados.

## Historia

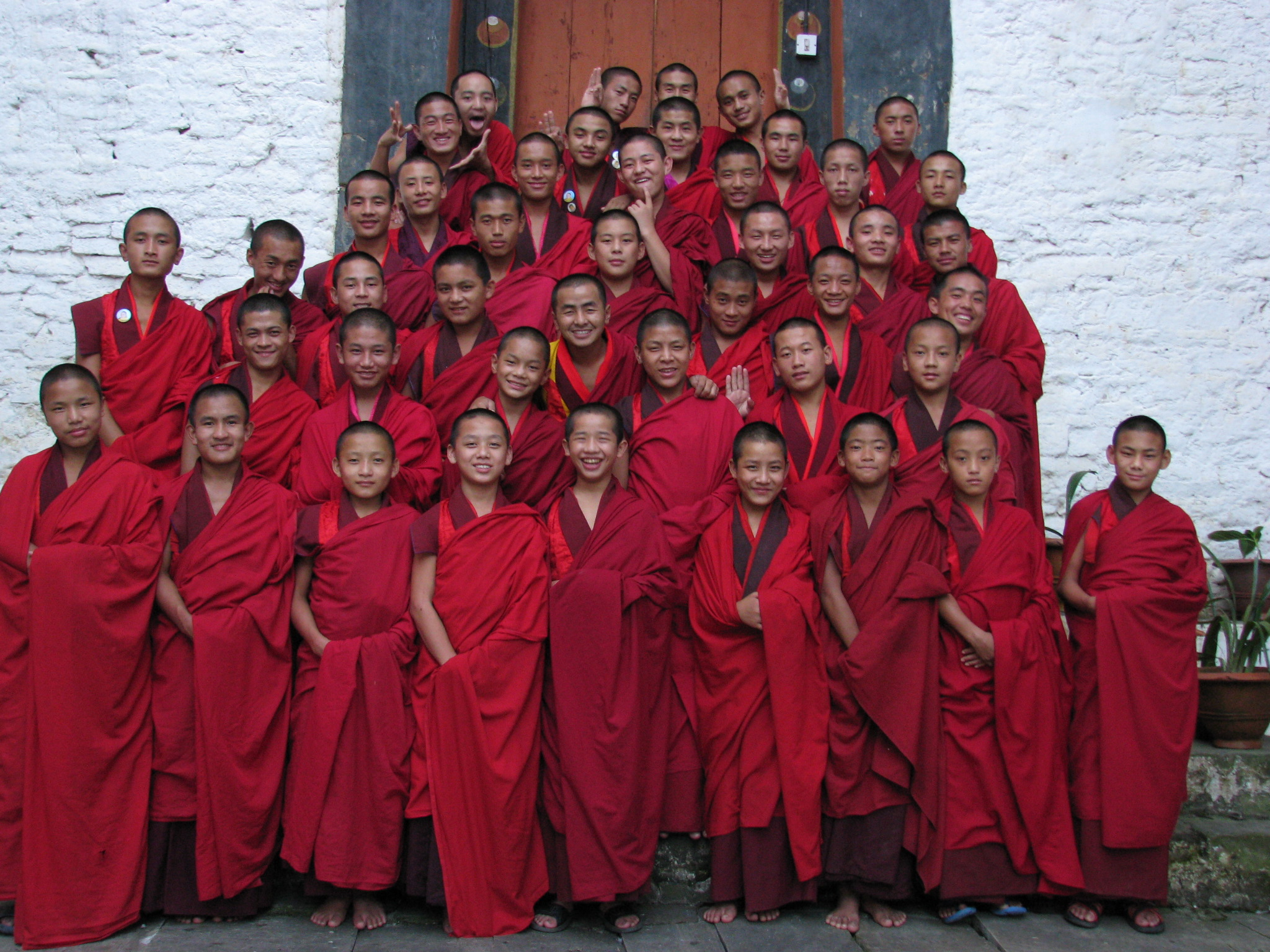
Un grupo de monjes

Según una leyenda, a Khedrup Kuenga Wangpo, hijo de Tertön Pema Lingpa, se le asignó la tarea de encontrar una cresta que se asemejara a la trompa de un elefante. Encontró uno frente a Baeyul Khenpajong y meditó allí. Esta ubicación llegó a ser conocida como Kurtoe Lhuentse Phodrang.
El monasterio fue establecido originalmente por el hijo de Pema Lingpa, Kuenga Wanpo, en 1543, aunque no fue hasta 1654 que el penlop de Trongsa (gobernador), Minjur Tenpa, construyó un dzong formal en el lugar tras ganar una batalla, y lo llamó Lhuentse Rinchentse. El dzong fue restaurado posteriormente en 1962 y nuevamente entre 1972 y 1974. La importancia histórica del distrito se debe a su vínculo establecido como hogar ancestral de la casa real de Bután. La ciudad de Lhuntse es la capital administrativa del distrito de Lhuentse, además de dzong. Unos 100 monjes residen en el monasterio. Alberga muchos artefactos sagrados que fueron instalados por el cuarto Druk Desi Tenzin Rabgay.

## Arquitectura

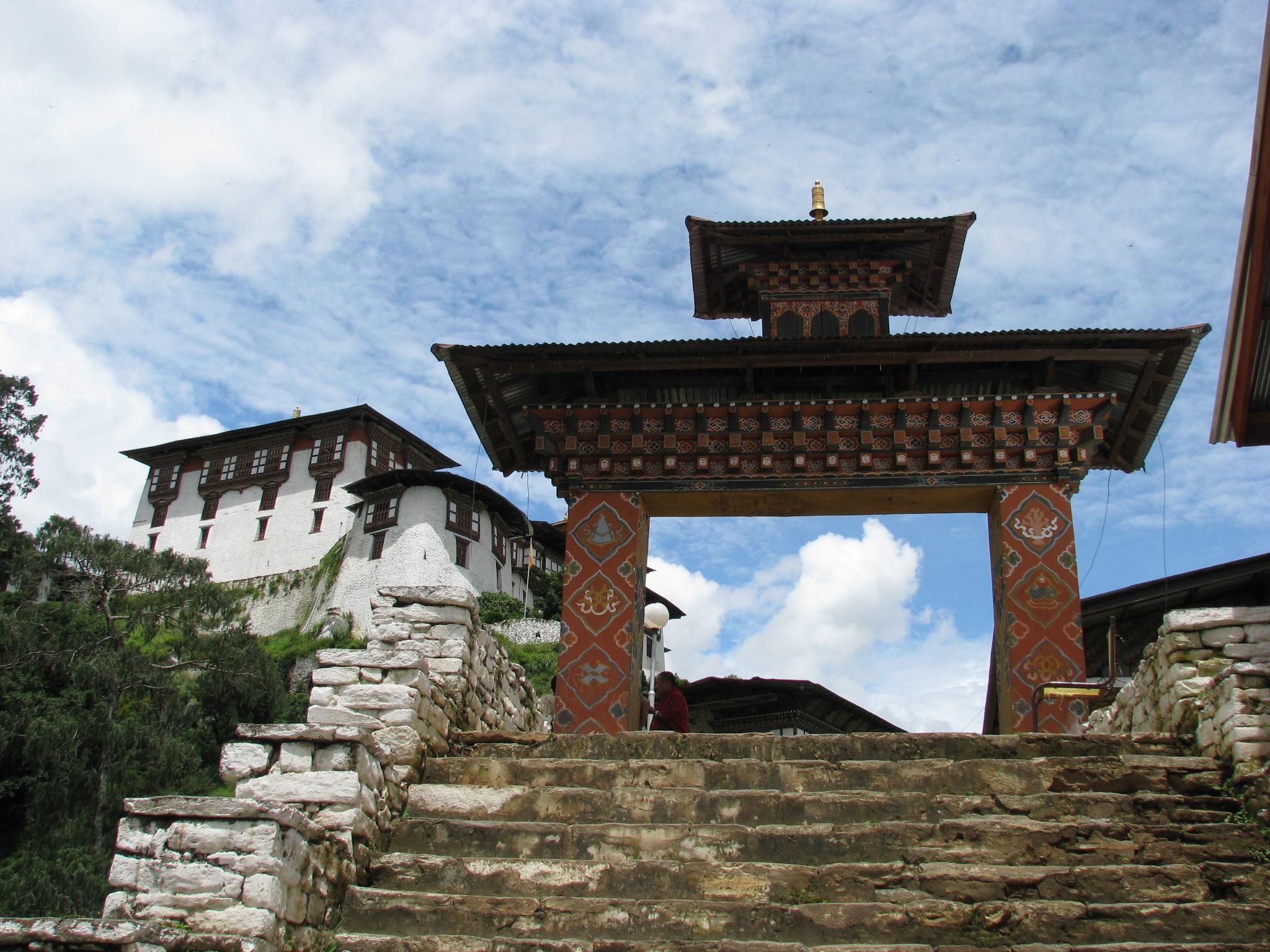
Puerta de entrada

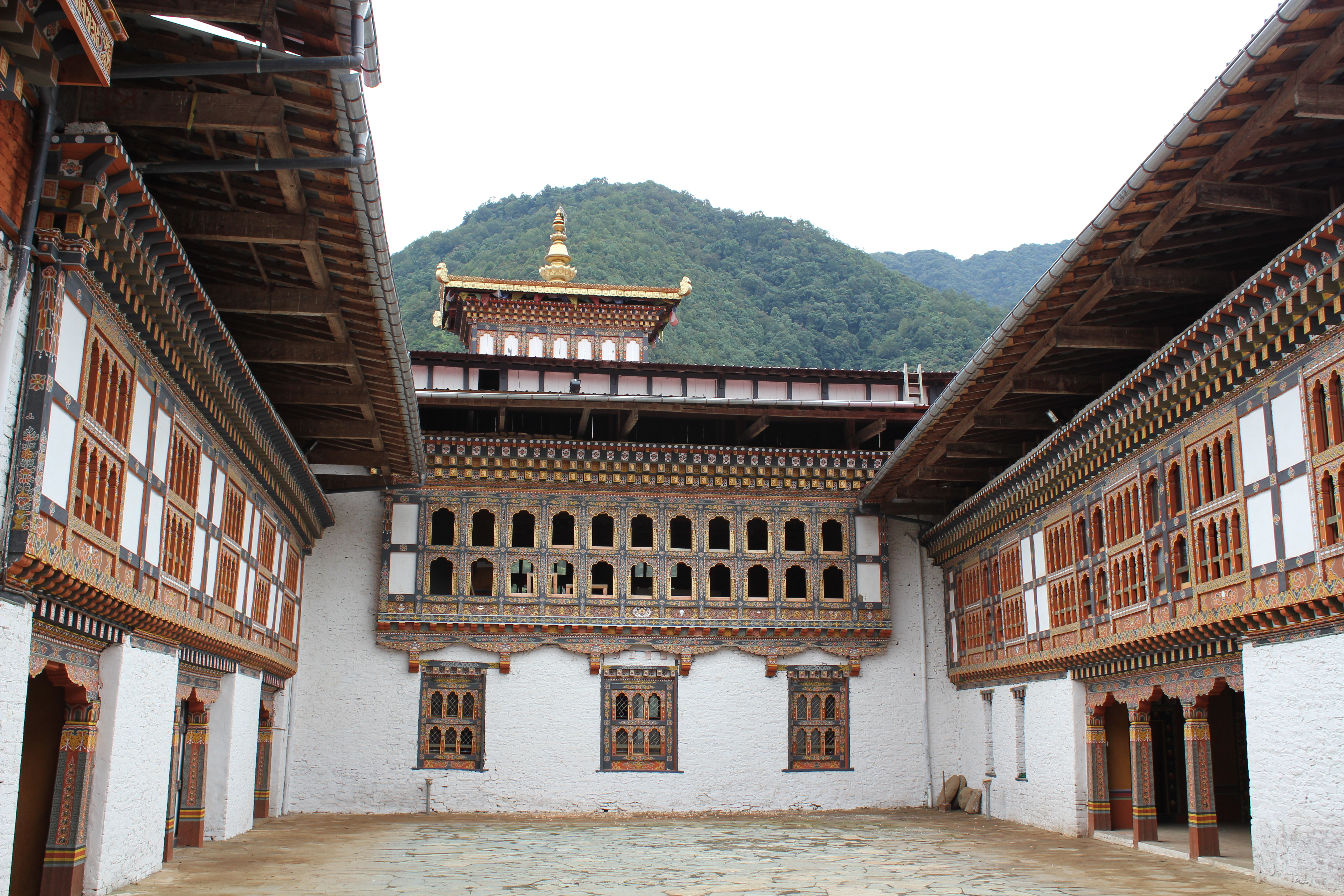
Un patio interior del complejo

El dzong contiene cinco templos, tres de los cuales están en la torre central y están dedicados a Padmasambhava. También cuenta con un Gonkhang, que está dedicado a Mahākāla, y un templo dedicado a Amitābha, el Buda de la Vida Infinita. La planta baja también tiene un templo dedicado a Avalokiteśvara. El Kunre, el salón de actos de los monjes, se encuentra en el piso superior.

### Daño por el terremoto de 2009
El edificio ha sufrido graves daños durante un terremoto de 6,1 grados en la escala de Richter que azotó el este de Bután el lunes 21 de septiembre de 2009. Muchos otros monasterios de la región también fueron dañados.

## Otras atracciones
El pueblo de Khoma, que está a una hora a pie desde la carretera principal hacia Lhuentse Dzong, es famoso por su intrincado tejido de seda llamado kishuthara (vestido de brocado). Los telares artesanales ocupan un lugar destacado en los hogares de Lhuntse y los telares manuales del distrito son muy famosos en todo Bután. Esta industria doméstica está dominada por mujeres que tejen diferentes tipos de textiles con diseños intrincados. Las actividades únicas de tejido abracan el bordado, la confección de cestas y el ya mencionado kishuthara. Se dice que los productos textiles de Lhuentse son los mejores del país.
Otros lugares de peregrinación conocidos del distrito son Singye Dzong, el beyul Khenpajong y Phunying Pass. Singye Dzong fue fundado por Yeshe Tsogyal y visitado por Padmasambhava en su segunda visita a Bután, lo que supone una caminata de tres días desde Khoma.